# 另类温和派
另类温和派（英語：Alt-lite）是美国政治运动中的一个用语。指从另类右派中分裂出来的一部分成员，被另类右派称为另类温和派。他们与另类右派的主要区别在于缺乏对种族主义与反犹主义的认同。